# Stadtmühle Bad Düben

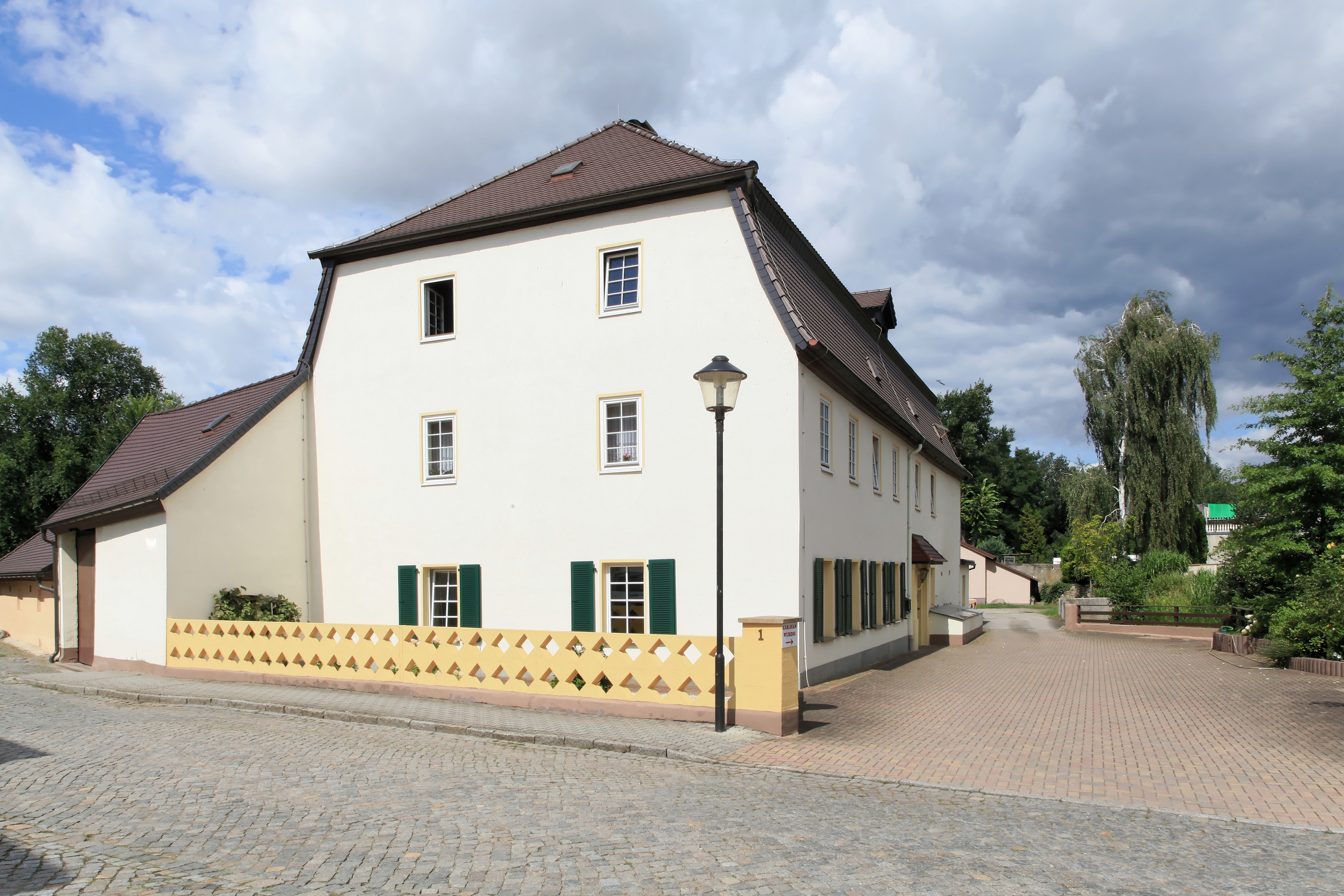
Stadtmühle Bad Düben

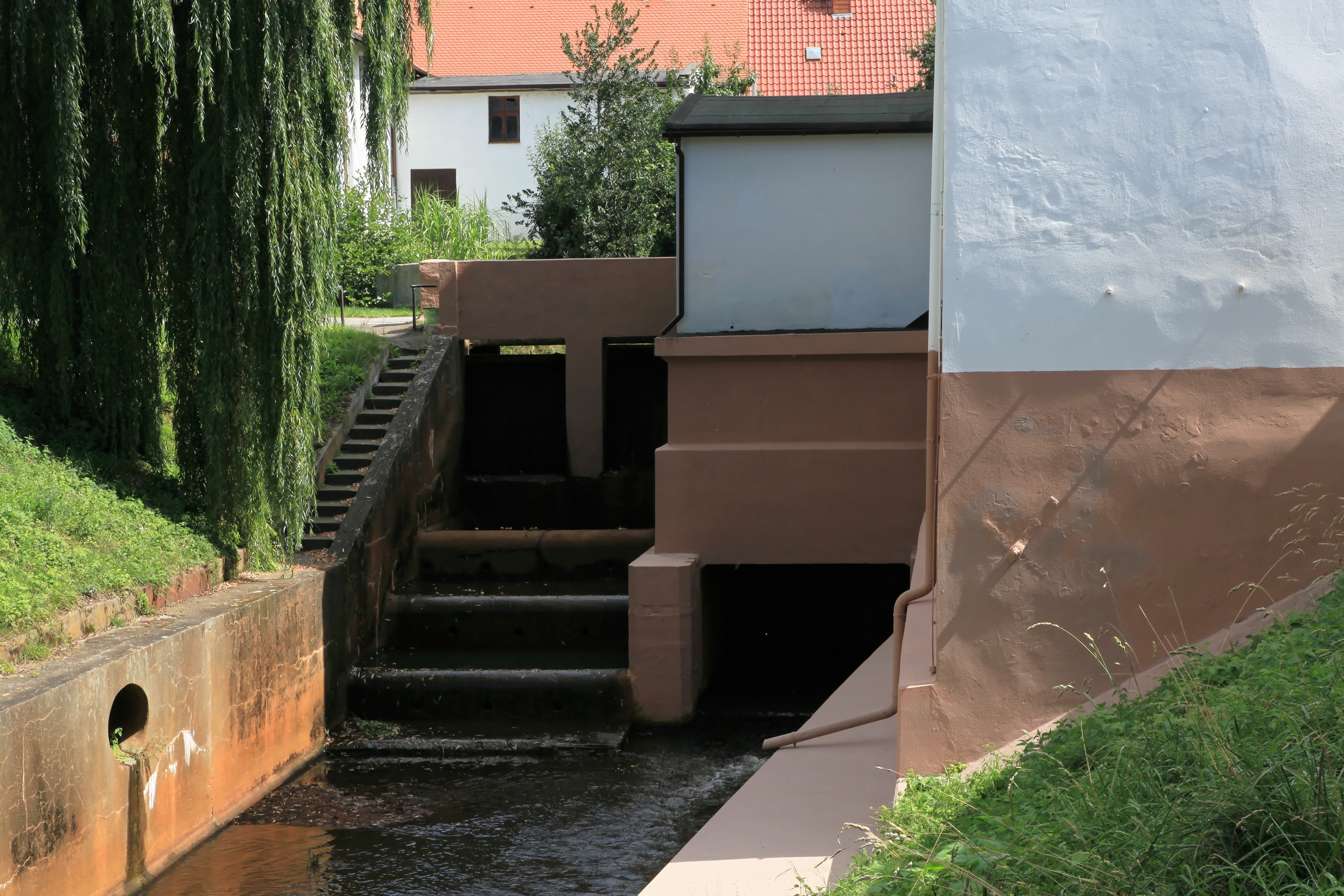
Bachüberlauftreppe (links) mit Wasserrad am Gebäude (rechts)

Die Stadtmühle ist eine 1538 erbaute und 1681 urkundlich erstmals erwähnte Wassermühle am Schwarzbach in Bad Düben.

## Geschichte
Die Stadtmühle wurde 1538 erbaut und erstmals im Jahr 1681 als kurfürstliche Amtsschneidemühle erwähnt, 1689 wurde sie durch eine Walkmühle und 1697 durch eine Mahlmühle erweitert, im Jahr 1708 kam noch eine Ölmühle hinzu. Der Mühlantrieb erfolgte ausschließlich durch Wasserkraft aus dem benachbarten Schwarzbach, welcher knapp 150 m hinter der Mühle in den Fluss Mulde fließt. Im Zuge einer Mühlerneuerung erhielt die Stadtmühle 1886 auch eine Turbine. Nachdem die Walk- und später die Ölmühle ausgebaut worden waren, wurde „Brettmühle“, auch Schneidermühle genannt, im Jahr 1914 stillgelegt. Im Jahr 1947 wurden zwei neue Turbinen in die Mühle eingebaut. Der Walzenstuhl stammt aus dem Jahr 1940, die Schälmaschine aus 1954 und die Ausmahlmaschine aus dem Jahr 1965. In der Region ist die Mühle auch als „Stadtmühle Schüßler“ bekannt, benannt nach dem Mühleneigentümer und Müllermeister Peter Schüßler, dessen Familie seit 1904 Eigentümer der Mühle ist. Peter Schüßler selbst übernahm die Mühle 1955 und hat diese bis 2016 mit der Herstellung von Roggenmehl für die umliegenden Bäcker sowie Futterschrot betrieben.

## Denkmaltext
Unter Denkmalschutz stehen das Wohnmühlengebäude mit Anbau, die Wehranlage und die Mühlentechnik. Der ausführliche Erfassungstext lautet wie folgt:
Das markante Wohnmühlengebäude erscheint als zweigeschossiger Bau mit hohem Mansarddach (Biberschwanzdeckung) und Dachgaube sowie massivem Erdgeschoss und verputztem Fachwerk im Obergeschoss. Der leicht vorgezogene Eingang ist bedacht. Die Haustür wurde erneuert. Die Fassade wird durch eine originale profilierte Holztraufe belebt. Der massive  rückwärtige Anbau wird durch ein Krüppelwalmdach (Biberschwanzdeckung) bedeckt. Am Standort befand sich bereits Anfang des 17. Jahrhunderts eine Mühle (möglicherweise noch früher). Die Anlage diente lange Zeit als Amtsschneidemühle, auch als Walk- und Ölmühle sowie bis heute als Mahlmühle. Im Jahre 1697 erfolgte der Einbau eines Schrotganges. 1776 wurde ein Rundsichter zum Trennen von Mehl und Kleie installiert. Somit konnte reines Mehl ohne Kleie gewonnen werden. Seit 1886 konnte die Anlage durch Wasserturbinen betrieben werden. Die Mühle wurde 1990 auf Durchgangsmüllerei – Vermahlungsprozess in einem Durchgang – umgebaut. Der eigentliche Mühlentrakt des Wohnmühlengebäudes zeigt den üblichen Aufbau einer Getreidemühle mit Boden für die Haupttransmission im Erdgeschoss, Mahlboden bzw. Walzenstuhlboden, Rohrboden und Sichterboden. An den Boden mit der Haupttransmission schließt sich ein kleiner Turbinenraum an. Die Technik hat sich vollständig erhalten. Im Erdgeschoss befindet sich die Haupttransmission. Interessante Ausstattungsstücke bilden die zwei liegenden Francis-Turbinen der Firma A. Wetzig aus Wittenberg von 1947. Auf dem Walzenstuhlboden stehen ein Doppelwalzenstuhl der Firma MIAG Braunschweig von 1940, drei Doppelwalzenstühle der Firma MIAG Dresden/Braunschweig von 1948, eine Fanal-Ausmahlmaschine des VEB Mühlenbauanstalt u. Maschinenfabrik Bad Frankenhausen (Kyffh.) von 1965 und ein Aspirateur der Firma A. Wetzig. Die Schälmaschine von 1954 befindet sich auf dem Mahl- oder Rohrboden. Der Rohrboden (zweites Obergeschoss) zeigt einen weiteren Doppelwalzenstuhl der Firma MIAG Braunschweig von 1940 und einen Rundfilter für Pneumatik/Müllerei der Firma A. Wetzig. Auf dem Plansichterboden stehen ein Plansichter von 1989 mit älteren Teilen, ein Staubabscheider (Zyklon) für die Reinigung und die Fahrstuhlwinde einschl. Bremsbacken des Bremsfahrstuhls. Abgesehen davon finden sich auf den verschiedenen Böden die pneumatische Passagenförderung/Pneumatik von 1949/1950 und der Bremsfahrstuhl. Die Wehranlage ist bezeichnet mit „Erbaut 1947 A. Felgner“.